# Licinia Eudoxia
Pour les articles homonymes, voir Eudoxie.
Licinia Eudoxia (422-493) est la fille de Théodose II et d'Aelia Eudocia.
Épouse de l'empereur Valentinien III puis de son successeur Pétrone Maxime, elle est impératrice d'Occident.
Veuve, elle est captive en Afrique puis libérée en 462.

## Biographie
À l'âge de trois ans, Licinia Eudoxia est fiancée à Valentinien III alors âgé de 6 ans, le 23 octobre 425.  
Le 29 octobre 437,  à Constantinople, elle épouse son cousin Valentinien III, empereur d'Occident, et le suit à Ravenne en 438. Elle lui donne deux filles, Eudocia, promise à Hunéric, fils de Genséric, roi des Vandales, et Galla Placidia la Jeune, fiancée à Gaudentius fils d'Aetius, généralissime romain.

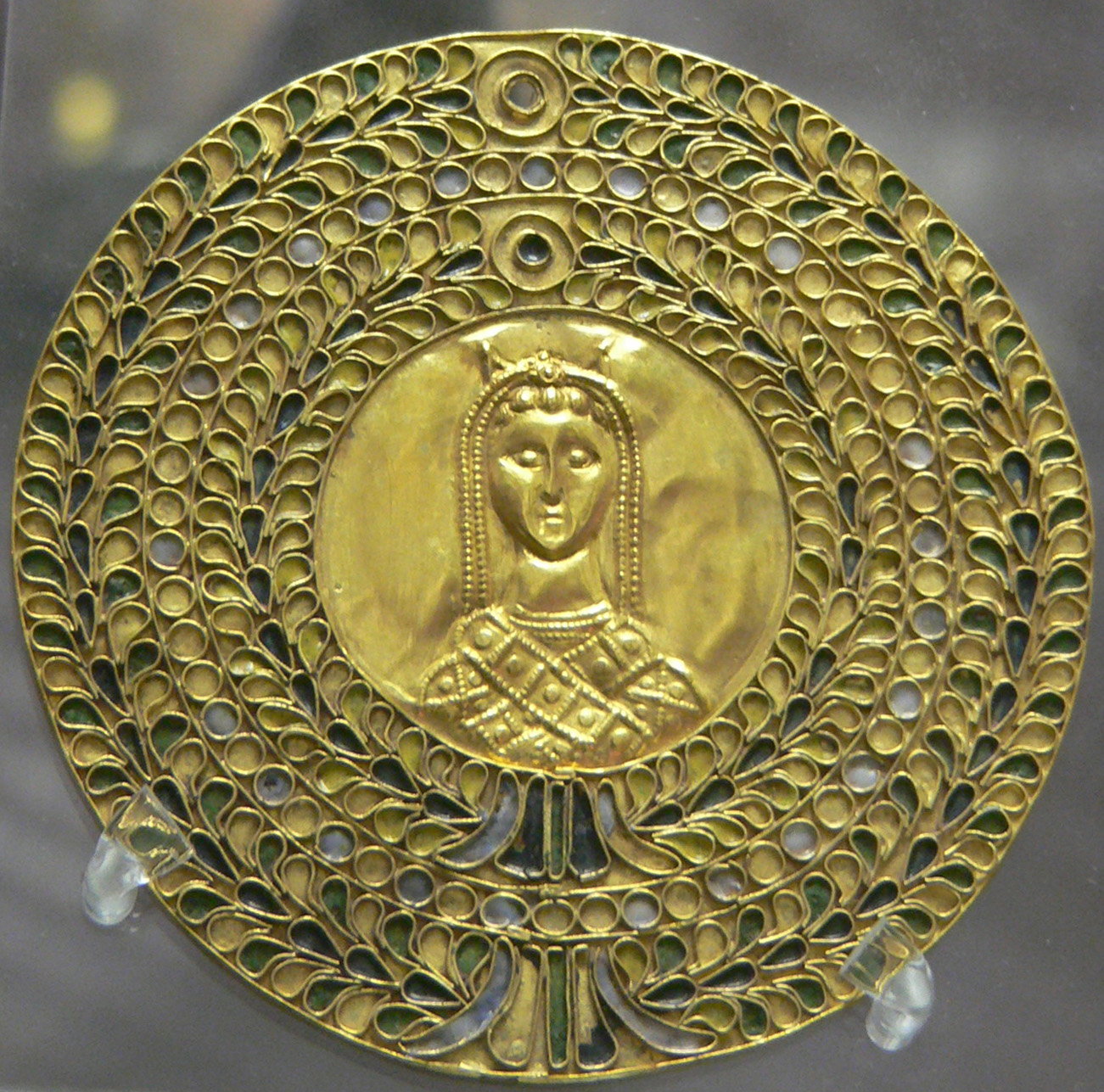
Médaillon de Licinia Eudoxia, épouse de Valentinien III et de Petronius Maximus. Médaillon byzantin, Ve siècle, émail sur fil d'or.

Le 21 septembre 454, Valentinien III assassine Aetius en le poignardant de sa propre main. Une conjuration s'organise alors pour tuer l’empereur au Champ de Mars. Après l'assassinat de son époux, Licinia Eudoxia est forcée d'épouser son successeur Pétrone Maxime, le plus influent et le plus riche sénateur de Rome qui fiance sa fille Placidie à son fils Palladius qu'il nomme césar. Les deux mariages ont lieu le même jour de mars 455. Pétrone Maxime, supposé meurtrier de l'empereur, aurait voulu lui-même, selon la chronique plus tardive de Jean d'Antioche, se venger du viol de sa précédente épouse par Valentinien.
Pour se venger à son tour, Eudoxie appelle en Italie, Genséric, roi des Vandales, qui saccage Rome (455). Le roi Genséric retourne en Afrique avec un énorme butin et de nombreux otages dont la veuve, Eudoxie, les filles, Eudocia et Placidia. Pétrone Maxime et son fils sont tués par la foule en colère le 31 mai 455.  
Licinia Eudoxia ne recouvre sa liberté que sept ans après, en 462, ainsi que Galla Placidia grâce à l'entremise des empereurs romains d'orient et d'occident et d'Olybrius. Quant à sa fille Eudoxie, elle épouse Hunéric, fils et héritier du roi des Vandales. Licinia Eudoxia  finit ses jours à Constantinople.

## Ses monnaies
Quelques monnaies furent frappées à son effigie, de face — selon la présentation que prendront les monnaies byzantines —, avec une numération traditionnelle mais des emblèmes chrétiens[réf. souhaitée] :
- SALVS REIPVBLICAE, avec Eudoxie assise, tenant une croix et un globe surmonté d'une croix ;
- VOT[is] XXX MVLT[is] XXXX[2], montrant Eudoxie debout avec un sceptre et Valentinien avec un globe surmonté d'une croix.

## Sources
- Roger Remondon, La crise de l’Empire romain, PUF, collection Nouvelle Clio – l’histoire et ses problèmes, Paris, 1964, 2e édition 1970.
- François Zosso et Christian Zingg, Les Empereurs romains, édition Errance, 1995  (ISBN 2877722260).
- Henry Cohen, Description historique des monnaies frappées sous l'Empire Romain, Paris, 1892.
- André Chastagnol, La fin du monde antique, Nouvelles Éditions Latines, Paris, 1976.

## Bande dessinée
Licinia Eudoxia et son époux, l'empereur Valentinien III apparaissent dans les planches de la bande dessinée publiée en 2019 par les éditions Glénat et les Éditions du Cerf : Léon le Grand, défier Attila (scénario de France Richemond, dessin de Stefano Carloni, couleurs de Luca Merli) dont l'action se déroule en 452 lorsqu'Attila et sa horde de Huns menaçaient de piller Rome.

## Référence et note
1. ↑  Procope, Histoire de la guerre des Vandales,
 V,1 :
"Gizeric ensuite maria Eudocia à Honoric, l'aîné de ses fils, 
mais l'autre des deux femmes, qui était l'épouse d'Olybrius, un homme 
des plus distingués du sénat romain, il l'envoya à Byzance avec sa mère,
 Eudoxie, à la demande de l'empereur."
2. ↑  Traduction possible : vœu -VOTo/-is- que XXX / 30 ans de règne se "MULTiplient" -/ se prolongent- par / jusqu'à XXXX (40 ans).